# Stephan Grigat (Politikwissenschaftler)

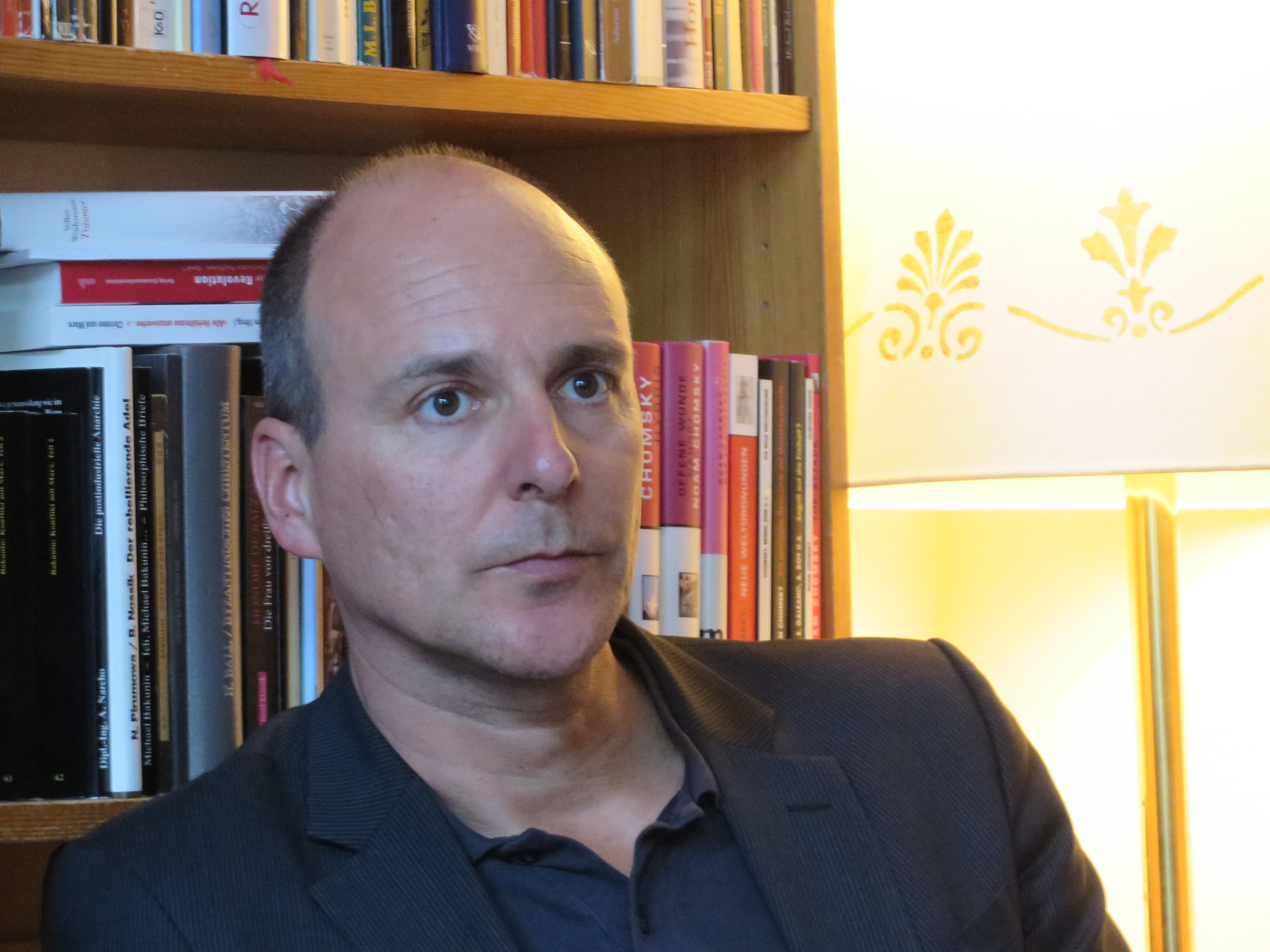
Stephan Grigat, 2018

Stephan Grigat (* 1971 in West-Berlin) ist ein deutscher Politikwissenschaftler und Publizist. Er ist seit 2022 Professor für Theorien und Kritik des Antisemitismus an der Katholischen Hochschule Nordrhein-Westfalen und leitet das Centrum für Antisemitismus- und Rassismusstudien (CARS) in Aachen und Köln. 2007 war er Mitbegründer der Kampagne Stop the Bomb, für die er bis 2021 als wissenschaftlicher Direktor in Österreich tätig war. Seit 2017 ist er Research Fellow am Herzl Institute for the Study of Zionism der University of Haifa und seit 2022 am London Centre for the Study of Contemporary Antisemitism.

## Werdegang
Grigat studierte 1991 bis 1997 Politikwissenschaft, Geschichte und Philosophie an der Freien Universität Berlin und der Universität Wien. Von 2000 bis 2003 war er Promotionsstipendiat der Rosa-Luxemburg-Stiftung in Berlin. Im Jahre 2006 promovierte er über die Rezeption des Marxschen Fetischbegriffs und die Kritik des Antisemitismus am Otto-Suhr-Institut für Politikwissenschaft an der Freien Universität Berlin bei Wolf-Dieter Narr und Eva Kreisky. Von 2004 bis 2006 lebte Grigat u. a. als Forschungsstipendiat in Tel Aviv. Die Schwerpunkte seiner Forschung sind marxistische und Kritische Theorie, die Geschichte linker Bewegungen, Antisemitismus, der Nahostkonflikt und Iran.
In den letzten Jahren war er Lehrbeauftragter am Institut für Judaistik, am Institut für Politikwissenschaft und am Institut für Philosophie der Universität Wien sowie am Centrum für Jüdische Studien der Universität Graz. 2015/2016 war Grigat Gastprofessor für kritische Gesellschaftstheorie an der Justus-Liebig-Universität Gießen, 2016/2017 war er Gastprofessor für Israelstudien am Moses Mendelssohn Zentrum für europäisch-jüdische Studien an der Universität Potsdam/Zentrum Jüdische Studien Berlin-Brandenburg, 2017/2018 war er Research & Teaching Fellow an der Hebräischen Universität Jerusalem. Von 2017 bis 2021 war er Permanent Fellow am Moses Mendelssohn Zentrum für europäisch-jüdische Studien. 2019 war er Dozent für Politikwissenschaft an der Universität der Bundeswehr München; von 2019 bis 2022 war er Dozent für Politikwissenschaft an der Universität Passau. Seit März 2022 ist er Professor für Theorien und Kritik des Antisemitismus an der Katholischen Hochschule Nordrhein-Westfalen und Leiter des Centrum für Antisemitismus- und Rassismusstudien (CARS) in Aachen.
Bis 2008 war er an Veranstaltungen und Aktivitäten der ideologiekritischen Gruppierung Café Critique beteiligt.
2025 wurde er als Sachverständiger in die Enquete-Kommission „Für gesellschaftlichen Zusammenhalt, gegen Antisemitismus, Rassismus, Muslimfeindlichkeit und jede Form der Diskriminierung“ des Berliner Abgeordnetenhauses berufen.
Grigat arbeitete als freier Publizist unter anderem für Jungle World und bis 2015 für Konkret. Er hat Gastbeiträge u. a. im Tagesspiegel, Frankfurter Allgemeine Zeitung, Zeit, Frankfurter Rundschau, taz, Cicero Online, Neue Zürcher Zeitung, Basler Zeitung, Der Standard, Die Presse, Salzburger Nachrichten und Wiener Zeitung veröffentlicht.
Im Zentrum von Grigats Interesse steht das Thema Antisemitismus und sein Verhältnis zur Tradition der Linken wie zum Islam. Philosophisch versteht sich Grigat in der Tradition von Marx und der Kritischen Theorie, die er im Gegensatz zum traditionellen Marxismus und zum linken Mainstream sieht. Weitere wichtige Autoren sind für ihn Oscar Wilde, Johannes Agnoli, Moishe Postone und Guy Debord.

## Positionen

### Kritik an der traditionellen Linken
Als zentralen Kritikpunkt an der traditionellen Linken formuliert Grigat den Vorwurf des Antisemitismus, der sich bis zu den Frühsozialisten zurückverfolgen lasse. Auch in den Frühschriften von Karl Marx und Briefen von Marx und Engels fänden sich Formulierungen und Argumentationen, die auf antisemitische Klischees zurückgriffen. Marx’ früher Kritik am Kapitalismus habe noch jene Schärfe der Begriffe gefehlt, die in seiner späteren Kritik der politischen Ökonomie dem Ressentiment entgegenwirke.
In der europäischen Arbeiterbewegung sei der Antisemitismus immer wieder geleugnet, verharmlost oder in den schlimmsten Fällen – als konsequenter Antikapitalismus – offen propagiert worden. Als radikalste Form eines linken Antisemitismus können die stalinistischen Kampagnen gegen Zionismus und Kosmopolitismus gelten. Die von Lenin geführte Oktoberrevolution habe zwar den russischen Juden zunächst zahlreiche Vorteile im Vergleich zur Zarenzeit gebracht. Von Stalin sei aber bereits im Kampf um Lenins Nachfolge Antisemitismus als Mittel eingesetzt worden; später habe er sich von einem taktischen zu einem überzeugten Antisemiten gewandelt, der am Ende seines Lebens eine gewaltsame Umsiedlung der sowjetischen Juden in Erwägung zog. Nach dem Zweiten Weltkrieg habe zwar die Sowjetunion für kurze Zeit das Projekt der israelischen Staatsgründung unterstützt. Spätestens Ende der vierziger Jahre wurde der Antizionismus jedoch zur offiziellen Staatsdoktrin.
In Westeuropa habe sich der Antisemitismus der Linken nach dem Zweiten Weltkrieg als Antizionismus nach dem Sechstagekrieg (1967) geäußert. Dieser habe bald auf große Teile der Linken übergegriffen und zeige sich am deutlichsten in der Bundesrepublik Deutschland – „von der linken Sozialdemokratie, den Grünen und Alternativen, feministischen Gruppierungen, K-Gruppen, Autonomen und Antiimperialisten bis zu den bewaffneten Gruppen“.

### Islamismus-Kritik
Grigat kritisiert den Antisemitismus als essenziellen Bestandteil der islamistischen Ideologie. Die größte antisemitische Bedrohung stellt aus seiner Sicht derzeit das iranische Regime dar, für dessen Boykott er sich nachdrücklich einsetzt. Er ist Mitbegründer der Kampagne Stop the Bomb, die vor den atomaren Aufrüstungsplänen des Iran warnt sowie von deutschen und österreichischen Unternehmen fordert, ihre Geschäftsbeziehungen mit dem Staat einzustellen. In besonderer Weise wird von ihm der geplante Milliardendeal der OMV mit dem Iran kritisiert, der aus seiner Sicht „Österreich zum langfristigen strategischen Partner des Mullahregimes in Teheran machen“ würde.

## Werke

### Monografien
- Vom Antijudaismus zum Hass auf Israel: Interventionen zur Kritik des Antisemitismus. Barbara Budrich, Opladen 2025, ISBN 978-3-8474-3147-3 (Open Access Download [PDF]).
- Die Einsamkeit Israels. Zionismus, die israelische Linke und die iranische Bedrohung. Konkret, Hamburg 2014, ISBN 978-3-930786-73-2.[18]
- Fetisch und Freiheit. Über die Rezeption der Marxschen Fetischkritik, die Emanzipation von Staat und Kapital und die Kritik des Antisemitismus. Ça Ira, Freiburg 2007, ISBN 3-924627-89-4 (Informationen beim Verlag).

### Herausgeberschaften
- gemeinsam mit Andreas Stahl, Jakob Hoffmann, Marc Seul: Erinnern als höchste Form des Vergessens? (Um-)Deutungen des Holocaust und der „Historikerstreit 2.0“, Verbrecher Verlag, Berlin 2023, ISBN 978-3-9573-2570-9.
- Kritik des Antisemitismus in der Gegenwart. Erscheinungsformen – Theorien – Bekämpfung. Nomos, Baden-Baden 2023, ISBN 978-3-7560-0263-4 (PDF-Datei des Bandes, frei verfügbar).
- Iran – Israel – Deutschland. Antisemitismus, Außenhandel und Atomprogramm. Hentrich & Hentrich, Berlin 2017, ISBN 978-3-95565-220-3, (Informationen beim Verlag).
- AfD & FPÖ. Antisemitismus, völkischer Nationalismus und Geschlechterbilder. Nomos, Baden-Baden 2017, ISBN 978-3-8487-3805-2, (Informationen beim Verlag).
- Postnazismus revisited. Das Nachleben des Nationalsozialismus im 21. Jahrhundert. 2., erweiterte und geänderte Auflage von Transformation des Postnazismus (Hrsg.), Ça Ira, Freiburg i. Br. 2012, ISBN 978-3-86259-106-0, (Informationen beim Verlag).
- Iran im Weltsystem. Bündnisse des Regimes und Perspektiven der Freiheitsbewegung. (Hrsg. mit Simone Dinah Hartmann). Studien-Verlag, Innsbruck u. a. 2010, ISBN 978-3-7065-4939-4, (Informationen beim Verlag).
- Der Iran: Analyse einer islamischen Diktatur und ihrer europäischen Förderer. (Hrsg. mit Simone Dinah Hartmann). Studien-Verlag, Innsbruck/Wien/Bozen 2008, ISBN 978-3-7065-4599-0, (Informationen beim Verlag).
- Feindaufklärung und Reeducation: kritische Theorie gegen Postnazismus und Islamismus. (Hrsg.). Ça Ira, Freiburg i. Br. 2006, ISBN 3-924627-93-2, (Informationen beim Verlag).
- Spektakel – Kunst – Gesellschaft: Guy Debord und die Situationistische Internationale. (Hrsg. mit Günther Friesinger und Johannes Grenzfurthner). Verbrecher-Verlag, Berlin 2006.
- Transformation des Postnazismus: der deutsch-österreichische Weg zum demokratischen Faschismus. (Hrsg.). Ça Ira, Freiburg i. Br. 2003, ISBN 3-924627-74-6, (Informationen beim Verlag).
- Antisemitismus. Sonderheft Weg und Ziel. Marxistische Zeitschrift, 56. Jg., Nr. 2, 1998 (gemeinsam mit Gerhard Scheit)

### Beiträge
- Markt und Staat in der Globalisierung. Zur Kritik eines falschen Gegensatzes In: Sallmutter, Hans (Hrsg.): Wie viel Globalisierung verträgt unser Land? Zwänge und Alternativen. Wien, 1998.
- Transformation der postnazistischen Demokratie – Postfaschismus als Begriff der Kritik; Zur Einleitung In: Stephan Grigat (Hrsg.): Transformation des Postnazismus: der deutsch-österreichische Weg zum demokratischen Faschismus. Freiburg i. Br., 2003
- Österreichische Normalität. Postfaschismus, Postnazismus und der Aufstieg der freiheitlichen Partei Österreichs unter Jörg Haider (mit Florian Markl; PDF; 463 kB) In: Stephan Grigat (Hrsg.): Transformation des Postnazismus. Der deutsch-österreichische Weg zum demokratischen Faschismus. Freiburg i. Br., 2003
- Befreite Gesellschaft und Israel. Zum Verhältnis von Kritischer Theorie und Zionismus in Stephan Grigat (Hrsg.): Feindaufklärung und Reeducation: kritische Theorie gegen Postnazismus und Islamismus. Freiburg i. Br., 2006, S. 115–129
- Der Mufti und die Kommunisten. Zur Frühgeschichte der israelischen und palästinensischen KP in: Dschungel. Beilage zu Jungle World. Nr. 27, 8. Juli 2010, S. 19–23 (gekürzte, überarb. Fassung nach: Transversal für jüdische Studien. Themenheft Antisemitismen. Studienverlag, Innsbruck 2010, Heft 1).
- Von der positiven zur negativen Dialektik. Fetischkritik und Klassenbewußtsein bei Georg Lukács. In: Georg Lukács u. a.: Verdinglichung, Marxismus, Geschichte. Von der Niederlage der Novemberrevolution zur kritischen Theorie, hrsg. v. Markus Bitterolf und Denis Maier, Freiburg i. B. 2012.
- The fight against antisemitism & the Iranian threat: challenges & contradictions in the light of Adorno’s categorical imperative. In: Armin Lange/Kerstin Mayerhofer/Dina Porat/Lawrence Schiffman (ed.): Comprehending and Confronting Antisemitism. A Multi-Faceted Approach. (An End to Antisemitism. Vol. 1) Berlin/Oldenburg: de Gruyter 2019.
- Antisemitic Anti-Zionism: Muslim Brotherhood, Iran and Hezbollah. In: Armin Lange/Kerstin Mayerhofer/Dina Porat/Lawrence Schiffman (Ed.): Confronting Antisemitism in Modern Media, the Legal and Political Worlds. (An End to Antisemitism. Vol. 5), Berlin/Boston: de Gruyter 2021
- Kritik des Antisemitismus heute: Zur kritischen Theorie antijüdischer Projektionen, der Persistenz des Antizionismus und der aktuellen Gefahr des islamischen Antisemitismus. CARS Working Papers #001 (Hrsg. v. Stephan Grigat und Martin Spetsmann-Kunkel), Centrum für Antisemitismus- und Rassismusstudien (CARS) an der Katholischen Hochschule Nordrhein-Westfalen, Aachen 2022
- Von Khomeini zu Raisi. Antisemitische Kontinuität im Iran und die Herrschaftsstruktur der »Islamischen Republik«. In: Fatma Keser ua: Gesichter des politischen Islam, Edition Tiamat, Berlin 2023, ISBN 978-3-89320-309-3.